# Liga a II-a 2009-2010
În sezonul fotbalistic 2009-2010 a avut loc a 70-a ediție a competiției numită Liga a II-a. Competiția s-a desfășurat în sistem campionat, cele 36 de echipe fiind împărțite în două serii a câte 18 echipe. La sfârșitul campionatului echipele situate pe primele două locuri în fiecare serie, Victoria Brăneṣti și Sportul Studențesc, respectiv FCM Târgu Mureș și U Cluj au promovat în Liga I iar ultimele cinci din fiecare serie au retrogradat în Liga a III-a, pentru a permite ca din sezonul 2010-2011, Liga secundă să aibă două serii de câte 16 echipe. Sezonul a fost marcat de problemele financiare ale multor echipe, cinci formații neîncheind competiția din cauza datoriilor.

## Promovări și retrogradări
Echipe promovate din Liga a III-a 2008-09
- Campioanele celor 6 serii: CSM Râmnicu Sărat, FC Steaua II București, FC Victoria Brănești, CS Gaz Metan CFR Craiova, ACS Fortuna Covaci, FC Baia Mare
- Câștigătoarele celor 2 baraje: CS Tricolorul Breaza, FC Silvania Șimleul Silvaniei

Echipe retrogradate în Liga a III-a 2009-10
- CS ACU Arad, FC CFR Timișoara, FCM Târgoviște, CS Mechel Câmpia Turzii

Echipe retrase din Liga a II-a 2008-09
- CS Forex Brașov, FC Prefab 05 Modelu, FC Progresul București, Lotus Băile Felix

Echipe retrogradate din Liga I 2008-09
- FC Gloria Buzău, CS Otopeni, FC Farul Constanța, FC Argeș

## Clasament

### Seria I
| Poz | Echipa             | MJ | V  | E  | Î  | GM | GP | G   | Pct | Promovare sau retrogradare   |
| --- | ------------------ | -- | -- | -- | -- | -- | -- | --- | --- | ---------------------------- |
| 1   | Victoria Brănești  | 34 | 21 | 8  | 5  | 62 | 28 | +34 | 71  | Promovare în Liga I          |
| 2   | Sportul Studențesc | 34 | 20 | 8  | 6  | 65 | 26 | +39 | 68  | Promovare în Liga I          |
| 3   | Petrolul Ploiești  | 34 | 18 | 13 | 3  | 58 | 20 | +38 | 67  |                              |
| 4   | Voința Snagov      | 34 | 18 | 6  | 10 | 62 | 41 | +21 | 60  |                              |
| 5   | Delta Tulcea       | 34 | 17 | 8  | 9  | 41 | 23 | +18 | 59  |                              |
| 6   | Team Săgeata⁠(d)    | 34 | 17 | 7  | 10 | 46 | 29 | +17 | 58  |                              |
| 7   | Chiajna            | 34 | 16 | 6  | 12 | 51 | 36 | +15 | 54  |                              |
| 8   | Farul              | 34 | 16 | 5  | 13 | 52 | 48 | +4  | 53  |                              |
| 9   | Astra II           | 34 | 14 | 7  | 13 | 43 | 41 | +2  | 49  |                              |
| 10  | Botoșani           | 34 | 13 | 10 | 11 | 45 | 36 | +9  | 49  |                              |
| 11  | Dunărea Galați     | 34 | 13 | 6  | 15 | 37 | 39 | −2  | 45  |                              |
| 12  | FCM Bacău          | 34 | 12 | 7  | 15 | 47 | 57 | −10 | 433 | Retrogradare în Liga a III-a |
| 13  | Steaua II          | 34 | 10 | 11 | 13 | 36 | 36 | 0   | 41  |                              |
| 14  | Gloria Buzău       | 34 | 12 | 7  | 15 | 39 | 44 | −5  | 351 |                              |
| 15  | Dinamo II          | 34 | 8  | 5  | 21 | 36 | 67 | −31 | 29  |                              |
| 16  | Tricolorul Breaza  | 34 | 8  | 4  | 22 | 31 | 66 | −35 | 28  |                              |
| 17  | Râmnicu Sărat      | 34 | 4  | 7  | 23 | 14 | 68 | −54 | 19  | Retrogradare în Liga a III-a |
| 18  | Cetatea Suceava    | 34 | 2  | 9  | 23 | 16 | 76 | −60 | 152 | Retrogradare în Liga a III-a |

Ultima actualizare: 12 iunie 2010
Sursa: FRF
Reguli de clasare: 
1) puncte; 2) diferența de goluri; 3) goluri marcate.
POZ = Poziția în clasament; (C) = Campioană; (R) = Retrogradată; (P) = Promovată; (E) = Eliminată; (O) = Câștigătoare de play-off; (A) = Avansează în runda următoare. 
Aplicabil doar când sezonul nu este terminat: 
(Q) = Calificare în faza competiției indicată; (TQ) = Calificare în competiție, dar încă nu în faza indicată; (RQ) = Calificată în competiția de retrogradare indicată; (DQ) = Descalificată din competiție.

1 Gloria Buzău a început campionatul cu o depunctare de 8 puncte deoarece nu a îndeplinit baremul în ediția precedentă a Ligii I.
2 Cetatea Suceava s-a retras din campionat înainte de startul returului, pierzând toate meciurile rămase de disputat cu 0-3.
3 FCM Bacău a fost exclusă în retur, pentru două neprezentări, pierzând toate meciurile rămase de disputat cu 0-3.

### Seria a II-a
| Poz | Echipa                | MJ | V  | E  | Î  | GM | GP | G   | Pct | Promovare sau retrogradare   |
| --- | --------------------- | -- | -- | -- | -- | -- | -- | --- | --- | ---------------------------- |
| 1   | FCM Târgu Mureș       | 32 | 20 | 9  | 3  | 52 | 20 | +32 | 69  | Promovare în Liga I          |
| 2   | Universitatea Cluj    | 32 | 20 | 7  | 5  | 60 | 24 | +36 | 67  | Promovare în Liga I          |
| 3   | Dacia Mioveni         | 32 | 19 | 9  | 4  | 46 | 20 | +26 | 66  |                              |
| 4   | UTA Arad              | 32 | 16 | 10 | 6  | 50 | 26 | +24 | 58  |                              |
| 5   | Argeș Pitești         | 32 | 16 | 6  | 10 | 48 | 30 | +18 | 54  |                              |
| 6   | Otopeni               | 32 | 15 | 8  | 9  | 59 | 40 | +19 | 501 |                              |
| 7   | Gaz Metan CFR         | 32 | 12 | 9  | 11 | 39 | 36 | +3  | 45  |                              |
| 8   | FC Baia Mare          | 32 | 11 | 11 | 10 | 34 | 35 | −1  | 44  | Retrogradare în Liga a III-a |
| 9   | FC Bihor              | 32 | 10 | 12 | 10 | 49 | 40 | +9  | 42  |                              |
| 10  | Arieșul Turda         | 32 | 13 | 3  | 16 | 40 | 43 | −3  | 42  |                              |
| 11  | Șimleu Silvaniei      | 32 | 10 | 7  | 15 | 31 | 46 | −15 | 37  |                              |
| 12  | Minerul Lupeni        | 32 | 8  | 12 | 12 | 33 | 41 | −8  | 36  |                              |
| 13  | Râmnicu Vâlcea        | 32 | 9  | 9  | 14 | 51 | 51 | 0   | 36  |                              |
| 14  | Mureșul Deva          | 32 | 9  | 4  | 19 | 28 | 50 | −22 | 31  |                              |
| 15  | Fortuna Covaci        | 32 | 7  | 5  | 20 | 37 | 59 | −22 | 26  | Retrogradare în Liga a III-a |
| 16  | Jiul Petroșani        | 31 | 7  | 5  | 19 | 21 | 59 | −38 | 264 | Retrogradare în Liga a III-a |
| 17  | Drobeta-Turnu Severin | 31 | 5  | 2  | 24 | 12 | 70 | −58 | 173 | Retrogradare în Liga a III-a |
| 18  | CFR Timișoara         | 0  | 0  | 0  | 0  | 0  | 0  | 0   | 02  | Retrogradare în Liga a III-a |

Ultima actualizare: 12 iunie 2010
Sursa: FRF
Reguli de clasare: 
1) puncte; 2) diferența de goluri; 3) goluri marcate.
POZ = Poziția în clasament; (C) = Campioană; (R) = Retrogradată; (P) = Promovată; (E) = Eliminată; (O) = Câștigătoare de play-off; (A) = Avansează în runda următoare. 
Aplicabil doar când sezonul nu este terminat: 
(Q) = Calificare în faza competiției indicată; (TQ) = Calificare în competiție, dar încă nu în faza indicată; (RQ) = Calificată în competiția de retrogradare indicată; (DQ) = Descalificată din competiție.

1 CS Otopeni a început campionatul cu o depunctare de 3 puncte deoarece nu a îndeplinit baremul în ediția precedentă a Ligii I.
2 CFR Timișoara a fost exclusă din campionat pentru neachitarea restanțelor financiare, toate rezultatele obținute fiindu-i anulate.
3 FC Drobeta-Turnu Severin s-a retras din campionat în retur, pierzând toate meciurile rămase de disputat cu 0-3.
4 Jiul Petroșani a fost exclusă în retur, pentru două neprogramări, pierzând toate meciurile rămase de disputat cu 0-3.

## Rezultate

### Seria I
A = Meciuri jucate acasă; D = Meciuri jucate în deplasare
(Actualizat la 12 iunie 2010)

### Seria a II-a
A = Meciuri jucate acasă; D = Meciuri jucate în deplasare
(Actualizat la 12 iunie 2010)

## Stadioane
| Echipa              | Stadion            | Oraș            | Capacitate |
| ------------------- | ------------------ | --------------- | ---------- |
| FCM Bacău           | Municipal          | Bacău           | 17.500     |
| Botoșani            | Municipal          | Botoșani        | 12.000     |
| Cetatea Suceava     | Areni              | Suceava         | 12.500     |
| Concordia           | Concordia          | Chiajna         | 1.200      |
| Delta               | Delta              | Tulcea          | 12.000     |
| Dinamo II București | Florea Dumitrache  | București       | 1.500      |
| Farul Constanța     | Farul              | Constanța       | 15.520     |
| Dunărea             | Dunărea            | Galați          | 23.000     |
| Dunărea Giurgiu     | Marin Anastasovici | Giurgiu         | 5.000      |
| Gloria Buzău        | Municipal          | Buzău           | 18.000     |
| Petrolul            | Ilie Oană          | Ploiești        | 16.000     |
| Râmnicu Sărat       | Municipal          | Râmnicu Sărat   | 7.000      |
| Săgeata Năvodari    | Săgeata            | Stejaru, Tulcea | 3.000      |
| Sportul Snagov      | Snagov             | Snagov          | 2.000      |
| Sportul Studențesc  | Regie              | București       | 11.000     |
| Steaua II București | Ghencea II         | București       | 700        |
| Tricolorul Breaza   | Parc               | Breaza          | 800        |
| Victoria Brănești   | Cătălin Hâldan     | Brănești        | 2.600      |

| Echipa                    | Stadion              | Oraș                  | Capacitate |
| ------------------------- | -------------------- | --------------------- | ---------- |
| Arieșul Turda             | Municipal            | Turda                 | 15.000     |
| F.C. Baia Mare            | Dealul Florilor      | Baia Mare             | 15.524     |
| Bihor Oradea              | Iuliu Bodola         | Oradea                | 18.000     |
| CFR Timișoara             | CFR                  | Timișoara             | 7.000      |
| Dacia Mioveni             | Dacia                | Mioveni               | 7.000      |
| Drobeta Turnu-Severin     | Municipal            | Drobeta Turnu-Severin | 28.000     |
| FC Argeș                  | Nicolae Dobrin       | Pitești               | 16.500     |
| Fortuna Covaci            | Fortuna              | Covaci                | 250        |
| Gaz Metan CFR Craiova     | CFR                  | Craiova               | 3.000      |
| Jiul Petroșani            | Jiul                 | Petroșani             | 15.000     |
| Minerul Lupeni            | Minerul              | Lupeni                | 3.000      |
| Mureșul Deva              | Cetate               | Deva                  | 4.000      |
| Otopeni                   | Otopeni              | Otopeni               | 1.200      |
| Râmnicu Vâlcea            | Municipal            | Râmnicu Vâlcea        | 10.000     |
| Silvania Șimleu Silvaniei | Măgura               | Șimleu Silvaniei      | 1.000      |
| Târgu Mureș               | Trans-Sil            | Târgu Mureș           | 2.500      |
| Universitatea Cluj        | Clujana              | Cluj-Napoca           | 2.500      |
| UTA Arad                  | Francisc von Neumann | Arad                  | 12.000     |

## Golgheteri Seria 1
- Viorel Ferfelea - Sportul Studențesc - 23
- Costin Curelea - Sportul Studențesc - 20
- Alexandru Chițu - Săgeata Stejaru - 13
- Laurențiu Diniță - Concordia Chiajna - 10

## Golgheteri Seria 2
- Cosmin Vancea - FCM Târgu Mureș - 11
- Ciprian Prodan - FCM Târgu Mureș - 6